# Superagentes y titanes
 Superagentes y titanes  es una película de Argentina filmada en Eastmancolor dirigida por Mario Sábato (utilizando el seudónimo Adrián Quiroga) sobre el guion de Salvador Valverde Calvo que se estrenó el 21 de julio de 1983 y  tuvo como actores principales a Julio de Grazia, Víctor Bó, Julieta Magaña y Juan Carlos Thorry.

## Sinopsis
Los superagentes, ayudados por los Titanes del Ring, tratan de rescatar al luchador La Momia, secuestrado por una banda.

## Reparto
- Julio De Grazia …Mojarrita
- Victor Bo ... Delfín
- Julieta Magaña …Doctora Sirena
- Juan Carlos Thorry …Mr. Barnun
- Juan José Míguez …Jefe
- Pepino …Payaso
- La Momia …Momia
- Marcos Woinski   Morris
- Pancho Ibáñez …Periodista
- Andrea Bonelli...Secretaria de Mr. Barnun
- Conjunto Sport Billy
  - Walter Ferreyra
  - Luis Gasparini
  - Marcelo Ragonese
  - Analía Santos
  - Fabiana Incola

## Comentarios
La Nación opinó:

«Esta vez, el argumento no evidencia mayores deficiencias que en las anteriores presentaciones…diálogo carente de ingenio.»

Manrupe y Portela escriben:

«Otra película de la serie, con menor hincapié en los armamentos y más material reciclado de las películas anteriores. En ésta no aparece Bauleo, pero sí unos fatigados exTitanes en el ring y un grupo de niños cantores.»